# 토비아스 린데로트
토비아스 얀 호칸 린데로트(스웨덴어: Tobias Jan Håkan Linderoth, 1979년 4월 21일 ~ )는 스웨덴의 은퇴한 축구 선수이며 선수 시절 포지션은 수비형 미드필더이다. 그의 아버지 안데르스 린데로트 역시 스웨덴 국가대표팀에서 활약한 축구 선수였다.

## 축구인 경력

### 클럽 경력
1996년 아버지 안데르스 린데로트가 감독을 맡고 있던 엘프스보리에 입단하였다. 1998년 아버지를 따라 스타베크로 이적하였다.
2001년엔 프리미어리그의 에버턴으로 이적하여 3시즌 간 활약하였으나 부상으로 리그 40경기 출전에 그친 채 2004년 코펜하겐으로 이적하였다. 2005-06 시즌과 2006-07 시즌 팀의 주장으로 팀의 2연속 우승에 기여하였다.
2007년 6월 12일 갈라타사라이로 이적하였으나 부상과 부상 후유증으로 인해 3시즌 간 13경기 출전에 그쳤고, 2010년 1월 22일 팀을 떠났다.
2010년 11월 12일 은퇴를 발표하였다.

### 대표팀 경력
유로 2004, 유로 2008, 2002 한일 월드컵, 2006 독일 월드컵 등에서 활약하였으며 2002년 월드컵에선 한 경기에서 14.6km를 달리는 등 왕성한 활동량을 과시하기도 하였다. 2006년 월드컵에선 마르쿠스 알베크가 기록한 월드컵 2000호골을 어시스트하였다.
2008년 9월 6일 알바니아와의 2010 남아공 월드컵 예선 경기에서 6분 만에 부상으로 교체되었고, 이는 그의 마지막 A매치가 되었다.